# Эвриала (горгона)
Эвриа́ла (др.-греч. Εὐρυάλη «далеко прыгающая», лат. Euryale) — одна из Горгон, воплощений опасности моря. Дочь Форкия и Кето. Преследовала Персея, убившего её сестру Медузу, но он спасся. Была, в отличие от Медузы, бессмертна, как и Сфено.
Поэт Гесиод рассматривал Горгон как морских демонов, создающих рифы, олицетворение смертоносных подводных скал, которые представляли опасность для древних мореплавателей. Он указывает на трех окаменевших дочерей опасных морских богов. Одна из них носит морское имя, Эвриала, «она широкого, соленого моря». Более поздние авторы продолжают эту традицию, когда говорят о рифах, созданных там, где Персей поставил голову Горгоны и где он превратил морское чудовище в камень.